# Ryo Noda
Ryo Noda (Japans: 野田 燎, Noda Ryō) (Amagasaki, 1948) is een Japans componist en saxofonist, die vooral bekend werd door zijn diverse werken voor klassiek saxofoon.

## Levensloop
Ryo Noda werd in het Westen bekend door zijn hoogstaande technisch kunnen, zijn avant-garde improvisaties en innovaties in speeltechnieken op de saxofoon. Hij wordt gezien als exponent van de moderne Japanse saxofoonmuziek. Zijn repertoire omvat echter ook Westerse muziek uit de barok, uit de classicistische en romantische periode. Noda studeerde aan het Osaka College of Music als saxofonist en aan de Northwestern-universiteit in Illinois bij Fred L. Hemke en aan het Conservatorium van Bordeaux bij Jean-Marie Londeix. Hij won tweemaal het Osaka City Art Festival en in 1986 de Osaka Prefecture Gold Award. Ook ontving hij de Grand Prix van het Yamaha Electone Festival in 1989. Noda's werk als componist werd vanaf 1973 bekender, nadat hij de SACEM Composition Prize won.

## Bekende werken
Noda is voornamelijk bekend door diverse saxofooncomposities, waaronder:
- Improvisation I, II, & III voor solo altsaxofoon, gebaseerd op de klanken en technieken van de shakuhachi
- Mai, Parijs, 1975, voor solo altsaxofoon
- Phoenix
- Gen (altsaxofoonconcert met orkest, ook altsaxofoon en piano)
- Requiem (Shin Én) voor solo altsaxofoon
- Murasaki No Fuchi voor saxofoonduet (twee altsaxen of sopraan- en tenorsax)

- Bibsys: 3084531
- Bibliothèque nationale de France: cb14807747c (data)
- CiNii: DA09321273
- Gemeinsame Normdatei: 122680529
- International Standard Name Identifier: 0000 0000 8318 4933
- Library of Congress Control Number: n84221348
- MusicBrainz: 784ad7d2-b117-4039-bfeb-37357f9342ca
- Nationale Bibliotheek van Tsjechië: osd2018990998
- Nationale Bibliotheek van Israël: 987007321820905171
- Nationale Bibliotheek van Polen: a0000002606405
- Nederlandse Thesaurus van Auteursnamen: 317624040
- Système universitaire de documentation: 243922949
- Virtual International Authority File: 7652291
- WorldCat: E39PBJgtbgPTmMKTRyDQDCbTpP